# Pleasantville (New York)
Pleasantville is een plaats (village) in de Amerikaanse staat New York, en valt bestuurlijk gezien onder Mount Pleasant, Westchester County.

## Demografie
Bij de volkstelling in 2000 werd het aantal inwoners vastgesteld op 7.172.
Tijdens de census van 2020 was het aantal inwoners 7.513.

## Geografie
Volgens het United States Census Bureau beslaat de plaats een oppervlakte van
4,7 km², geheel bestaande uit land.

## Plaatsen in de nabije omgeving
De onderstaande figuur toont nabijgelegen plaatsen in een straal van 8 km rond Pleasantville.

## Geboren
- Morgana King (1930), zangeres en actrice